# 海軍原子力訓練コマンド
アメリカ海軍原子力訓練コマンド（あめりかかいぐんげんしりょくくんれんこまんど、Naval Nuclear Power Training Command (NNPTC)）は、アメリカ海軍の原子力推進プログラムの一要素として、アメリカ海軍の原子力プログラムに参画する下士官および士官の教育に責任を負う組織。海軍原子力訓練コマンドの任務は、海軍の原子力推進プラントの設計、運用および保守のための科学および技術的な基礎について士官及び下士官の生徒を訓練することである。海軍原子力訓練コマンドはニュークリア・フィールド "A" 学校および海軍原子力学校の2つの学校を収容している。これら2つの学校は以前は別々の指揮官及び指揮系統により運用される独立した組織だった。海軍原子力訓練コマンドは、これら2つの学校の指揮構造を合理化するために1993年に設立され、いずれの学校も最終的に海軍原子力コマンドの司令の監督下に置かれるようになった。

## 歴史
海軍原子力訓練コマンドはもともと、2つの学校が海軍の旧オーランド海軍訓練センターに設置されていたころに創設された。初代の司令はスティーヴン・G.スレイトン大佐で、1993年の海軍原子力訓練コマンド創設時にスレイトン大佐はニュークリア・フィールド "A" 学校の指揮官であった。
1998年12月にオーランドにおいて最終学年を卒業させた海軍原子力訓練コマンドは、チャールストンの郊外
にある、チャールストン海軍兵器ステーション（サウスカロライナ州グースクリーク）に移転した。